# 鄭文思
鄭文思（?—?），江西省寧都直隸州石城縣人，清朝政治人物、同進士出身。
光緒三年（1877年），参加丁丑科殿試，登進士三甲第31名。同年五月，經吏部掣簽，授即用知縣。